# Hipposideros megalotis
Hipposideros megalotis (Heuglin, 1862) è un Pipistrello della famiglia degli Ipposideridi diffuso nell'Africa orientale e nella Penisola arabica..

## Descrizione

### Dimensioni
Pipistrello di piccole dimensioni, con la lunghezza totale tra 58 e 71 mm, la lunghezza dell'avambraccio tra 34 e 39 mm, la lunghezza della coda tra 21 e 27 mm, la lunghezza del piede tra 5 e 6 mm, la lunghezza delle orecchie tra 18 e 25 mm.

### Aspetto
La pelliccia è lunga e lanuginosa. Le parti dorsali variano dal bruno-grigiastro al bruno-ruggine scuro, mentre le parti ventrali variano dal color crema al giallo-brunastro chiaro. È presente una fase nella quale l'intero corpo è color cannella brillante. La foglia nasale è piccola e semplice e priva di fogliette laterali. La porzione anteriore non ha i margini troncati, quella intermedia non è rigonfia mentre quella posteriore ha quattro celle separate da tre setti distinti e il margine superiore semi-circolare. Non ci sono sacche frontali ma un paio di corpi ghiandolari dietro la foglia nasale. Le orecchie sono grandi, rotonde, con i margini convessi, appuntite, unite alla base da una membrana cutanea e con un antitrago provvisto di una piccola piega interna. Le membrane alari sono marroni. La coda è lunga e si estende leggermente oltre l'uropatagio.

## Biologia

### Comportamento
Si rifugia probabilmente all'interno di grotte e tunnel scavati dalla lava in gruppi fino a 100 individui.

### Alimentazione
Si nutre di insetti.

### Riproduzione
Una femmina con un embrione è stata catturata nel mese di dicembre.

## Distribuzione e habitat
Questa specie è diffusa in Eritrea, Gibuti, Etiopia, Kenya centro-settentrionale e centrale e lungo le coste arabe del Mar Rosso a nord di Gedda.
Vive in boscaglie sempreverdi, praterie semi-desertiche, boschi di acacia fino a 2.000 metri di altitudine sugli altopiani etiopici.

## Conservazione
La IUCN Red List, considerato il vasto areale e la tolleranza a diversi tipi di habitat, classifica H.megalotis come specie a rischio minimo (Least Concern)).